# Stara Brzeźnica
Stara Brzeźnica este un sat din districtul administrativ al gminei Nowa Brzeźnica, în cadrul powiatului Pajęczno, voievodatul Łódź, în centrul Poloniei. Acesta se află la aproximativ 2 km sud-vest de Nowa Brzeźnica, la 15 km sud-est de Pajęczno și la 82 km sud de capitala regională Łódź.  
Satul are o populație de 443 de persoane.

## Personalități născute aici
- Jan Długosz (1415 - 1480), istoric, cronicar renascentist.